# Дубовая (приток Тилигула)
Дубовая (укр. Дубова) — правый приток реки Тилигул, расположенный на территории Николаевского и Березовского районов (Одесская область, Украина).

## География
Длина — 29 км. Площадь бассейна — 201 км². На протяжении почти всей длины пересыхает, верхнее течение — наименее маловодное. Долина изрезана ярами и промоинами. Есть пруды. Характерны весенние и летние паводки.
Берёт начало от двух ручьев: левый в селе Новая Григоровка (Николаевский район) и правый в селе Преображенка (Ширяевский район). Два ручья сливаются в селе Жуково. Река течёт на юго-восток, в приустьевой части делает поворот на север. Впадает в Тилигул (на 52-м км от её устья) непосредственно северо-восточнее села Демидово.
Притоки: (от истока к устью) балка Павлова, прочие безымянные балки
Населённые пункты (от истока к устью):
Николаевский район
1. Жуково
2. Савельевка[1]
3. Ольгиевка[1]

Березовский район
1. Красное
2. Демидово